# Costituzione svizzera del 1848
La Costituzione svizzera del 1848 fu la costituzione emanata nella Confederazione svizzera dopo la Guerra del Sonderbund.

## Contenuto
Con essa viene istituito un nuovo sistema di governo democratico e basato sul diritto, con uno stampo federalista e rappresentativo fondato molto sulla Costituzione degli Stati Uniti e sul principio di separazione dei poteri, ma con alcune particolarità uniche sviluppatesi dalla tradizione politica svizzera.

### Potere esecutivo (Art. 83-92)
Da un punto di vista esecutivo, venne creato un nuovo organo, il Consiglio federale, basato su una forma direttoriale di gestione del potere, ancora oggi esistente solo nella Confederazione.

### Potere legislativo (Art. 60-82)
Da un punto di vista legislativo, venne creato un nuovo Parlamento, l'Assemblea federale, che diventava (ed è ancora oggi) l'«autorità suprema della Confederazione»; essa era (ed è ancora) composta da due camere: il Consiglio nazionale, la camera bassa, rappresentante del popolo, e il Consiglio degli Stati, la camera alta, successore della Dieta federale e rappresentante dei Cantoni. 
Le decisioni del Parlamento dovevano (e devono ancora) essere approvate da entrambi i Consigli, che sono dotati degli stessi poteri.

### Potere giudiziario (Art. 94-107)
Da un punto di vista giudiziario, venne creato a tal scopo un organo supremo, la cui competenza era (ed è ancora) quasi sempre di ultima istanza (salvo alcuni casi definiti dalla Costituzione), il Tribunale federale. Esso era composto da 11 giudici, eletti per un triennio dall’Assemblea federale.

### Prerogativa federale (Art. 3-5-6-16)
Gerarchicamente parlando, assai rilevante è come la Costituzione riservò allo stato federale il potere, per quanto non esplicito, di alterare e regolare indirettamente i poteri cantonali qualora le circostanze lo richiedessero, peculiarità tutta svizzera assente in molte Costituzioni di nazioni federali. Altra peculiarità altresì assente è l’obbligo, per i Cantoni, di ricevere l’assenso federale sulle proprie Costituzioni.

### Revisione della Costituzione (Art. 111-114)
Come ogni Costituzione moderna, infine, anche quest’ultima ha previsto, nel proprio ordinamento, la possibilità di essere revisionata, sia interamente che parzialmente.
Essendo tuttavia una costituzione rigida, è stata prevista una “procedura aggravata”, che vede coinvolti il Parlamento federale (nelle sue due Camere), i Cantoni e la popolazione, il cui voto valeva come voto cantonale.
Una volta avviata la procedura, infatti, se quest’ultimo era approvato da entrambe le Camere, si procedeva alla rielezione delle stesse, che dovevano approvarlo nuovamente, ma, se le prime non si fossero messe d’accordo, o cinquantamila (50.000) svizzeri avessero raccolto delle firme in merito, si sarebbe tenuto un referendum confermativo. In tal caso, una riforma aveva successo se otteneva la maggioranza del popolo e dei Cantoni.

## Fasi di approvazione
La Costituzione svizzera nasceva su idee liberali e a darle vigore fu proprio la vittoria dei cantoni liberali e progressisti su quelli cattolici e conservatori.
Le votazioni popolari, avvenute il 12 settembre, assicurarono la maggioranza (relativa) per il sì in quanto il 40% vota a favore della Costituzione, il 15% contro, ma il 45% della popolazione si astenne.

## Conseguenze

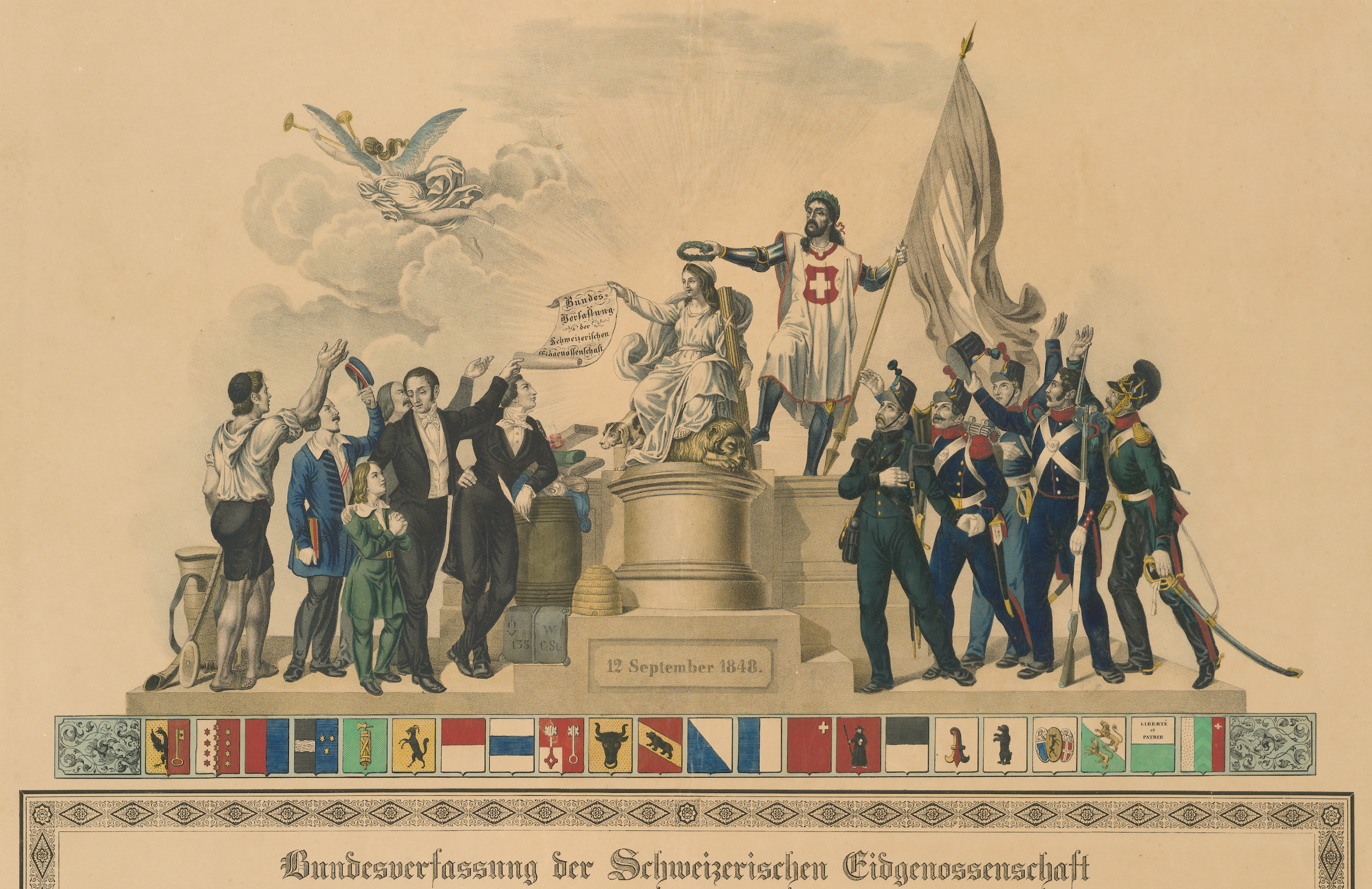
Immagine allegorica di formazione della Costituzione federale

Tale costituzione è stata un passo fondamentale nella storia della Svizzera perché ha trasformato una confederazione in uno Stato federale, facendo così diventare i rapporti tra cantoni non più contrattuali, ma istituzionali.
La costituzione, inoltre, fu lo spunto per lo sviluppo industriale della Svizzera in quanto unificava le unità di misura, eliminava le barriere doganali fra i Cantoni, riconosceva molte libertà, tra cui la libertà di domicilio, di stampa, di credo, di un giusto e rapido processo, di rappresentanza e di cittadinanza, e promuoveva l'istruzione superiore.

## Revisioni parziali rilevanti
- 1866: Conferimento della libertà di domicilio e della parità di diritti alle persone di origine e discendenza ebraica presenti nel paese.